# Willibald Spang
Willibald Spang (* 25. März 1886 in Mergentheim; † 28. September 1978 in Hamburg) war ein deutscher Generalleutnant der Luftwaffe der Wehrmacht im Zweiten Weltkrieg.

## Leben
Spang trat am 9. Juli 1906 in das kaiserliche Heer ein und wurde am 18. November 1907 zum Leutnant befördert. Nachdem er am 1. Mai 1913 eine Flugzeugführerausbildung an der Herzog-Karl-Eduard Fliegerschule aufgenommen hatte, wechselte er am 1. Oktober zum Fliegerbataillon 3.
Nach Beginn des Ersten Weltkrieges diente er ab dem 2. August 1914 in der Feldflieger-Abteilung 20 und erhielt dort am 8. November die Beförderung zum Oberleutnant. Anschließend ging er am 1. April 1915 zur Feldflieger-Abteilung 5, wo ihn am 18. Dezember die Beförderung zum Hauptmann erreichte. Danach, ab dem 13. Februar 1916 war er im Kagohl 3, bevor er am 1. April die Führung der Flieger-Abteilung A 225 übernahm. Ab dem 13. Januar 1917 übte er die gleiche Funktion in der Flieger-Abteilung A 230, wo er am 31. August das Ritterkreuz I. Klasse des königlichen–württembergischen Friedrichsorden mit Schwerter erhielt. Anschließend wechselte er am 26. Februar 1918 zur Fliegerersatz-Abteilung 4 und später zur Fliegerersatz-Abteilung 13, wo er das Kriegsende erlebte.
Anschließend verließ er das Militär und arbeitete in der Industrie. Am 1. April 1933 trat er als Referent in das Reichskommissariat der Luftfahrt ein und wurde wenig später Stabs-Chef im Reichsluftfahrtministerium (RLM). Auch trat er in die NSDAP ein und erhielt die (Ehren-)Mitgliedsnummer 38282. Am 1. Oktober trat er als Hauptmann in die neu gegründete Luftwaffe ein und ging am 1. August 1934 zur Fliegerschule Neuruppin. Dort erhielt er am 1. Oktober die Beförderung zum Major und am 1. August 1935 zum Oberstleutnant. Anschließend übernahm er am 1. April 1936, als Gruppenkommandeur, die III. Gruppe des Kampfgeschwaders 155 unter gleichzeitiger Wahrnahme des Amtes eines Kommandanten des Fliegerhorstes Schwäbisch Hall. Am 1. März 1937 wurde er Geschwaderkommodore des Kampfgeschwaders 255 und erhielt in dieser Funktion am 1. August die Beförderung zum Oberst. Danach, ab dem 1. Februar 1939 wechselte er in das RLM und nahm die Aufgabe eines Inspizienten für Blindflug und Navigation (L In 12) wahr, bevor er am 19. Oktober der Chef des Reichs-Wetterdienstes wurde. In dieser Funktion erreichte ihn am 1. Dezember die Beförderung zum Generalmajor. Am 5. April 1941 übte er im IV. Fliegerkorps die Funktion des Nahkampfführers aus. Das IV. Fliegerkorps war der Luftflotte 4 unterstellt und war während des Deutsch-Sowjetischen Krieges ab dem 22. Juni 1941 im Südabschnitt eingesetzt. Er führte die im unterstellten Sturzkampfbomberverbände bis Anfang 1943 und wurde zwischenzeitlich am 1. Januar 1942 zum Generalleutnant befördert. Ab dem 9. Januar 1943 wurde er Divisionskommandeur der 7. Luftwaffen-Felddivision und ab dem 15. Februar der 15. Luftwaffen-Felddivision. Danach wurde er am 7. November ohne Aufgabe in die Führerreserve versetzt. Erst am 1. Januar 1945 erhielt er das Amt des Chefs des Militär-Kraftfahrwesens im Oberkommando der Wehrmacht wurde ab einen Monat später erneut in die Führerreserve versetzt. Er ging nach der bedingungslosen Kapitulation der Wehrmacht in Kriegsgefangenschaft, aus der er am 18. März 1946 wieder entlassen wurde.